# کلروتن
کلروتن (با نام تجاری Thenclor) یک آنتی‌هیستامین و یک آنتی‌کولینرژیک است.